# العلو للعلي الغفار (كتاب)
العلو للعلي العظيم وإيضاح صحيح الأخبار من سقيمها أو العلو للعلي الغفار هو كتاب لشمس الدين الذهبي (ت 748 هـ)، جمعه الذهبي في سنة 691 هـ، واختصره الألباني في مختصر صفة العلو، يتحدث عن إثبات صفة علو الله التي أنكرتها بعض الفرق مثل: الجهمية والمعتزلة والماتريدية ، والأشاعرة ، قد أورد جملةً من الأدلة المذكورة، فقد أورد آيات الاستواء والعلو، الأحاديث الواردة في العلو.

## اقتباس من الكتاب
| العلو للعلي الغفار (كتاب) | الحمد لله العلي العظيم رب العرش العظيم على نعمه السابغة الظاهرة والباطنة والحمد لله على نعمة التوحيد وأشهد أن لا إله إلا الله وحده لا شريك له شهادة توجب من فضله المزيد وأشهد أن محمدا عبده ورسوله خاتم الأنبياء والشفيع في اليوم الشديد وعلى آله صلاة أدخرها ليوم الوعيد. أما بعد فإني كنت في سنة إحدى وتسعين وستمائة جمعت أحاديث وآثارا في مسألة العلو وفاتني الكلام على بعضها ولم أستوعب ما ورد في ذلك فذيلت على ذلك مؤلفا أوله سبحان الله العظيم وبحمده على حلمه بعد علمه. والآن فأرتب المجموع وأوضحه هنا وبالله أستعين وهو حسبنا ونعم الوكيل | العلو للعلي الغفار (كتاب) |

## كتب مشابهة
- إثبات صفة العلو لابن قدامة [5]
- أفرد ابن تيمية الجزء السادس وجزءًا من الجزء السابع من كتابه درء تعارض العقل والنقل لمسألة العلو.[4]
- بيان تلبيس الجهمية، جزءًا من الجزء الأول، والجزء الثاني.[4]